# أتسز بن أوق
الملك المعظم أتسز بن أوق الخوارزمي (ت. 471هـ/1078م) أحد القادة الرؤساء التركمان من خوارزم، وأول من ملك دمشق من الأتراك، فأزال حكم الفاطميين عنها وقطع الخطبة للمستنصر الفاطمي، وأقامها للخليفة العباسي القائم بأمر الله.

## سيرته
قدم أتسز إلى بلاد الشام في حملة السلطان السلجوقي ألپ أرسلان لإعادتها إلى طاعة العباسيين، وبقي فيها مع بعض القادة الترك بعد عودة ألب أرسلان إلى خراسان، وحاول، ومعه إخوته في جيش صغير، احتلال دمشق، غير أنهم أخفقوا في مسعاهم بعد حصار لم يدم طويلاً. وفي عام 463 هـ، قرر السلطان ألب أرسلان غزو حلب، فرأى أميرها الشيعي محمود بن مرداس الموالي للفاطميين خلع طاعة الفاطميين، وأقام الخطبة للخليفة العباسي القائم بأمر الله والسلطان ألب أرسلان. غير أن ألب أرسلان أصر على أن يكون الأذان على مذهب أهل السنة، فامتنع ابن مرداس عن ذلك، فضرب ألب أرسلان الحصار على حلب، إلى أن يأس ابن مرداس وسلّم لألب أرسلان، ليخسر بذلك الفاطميون ظهيرًا شيعيًا حال بينهم وبين السلاجقة. وفي العام نفسه، استطاع أتسز بن أوق الخوارزمي ضم الرملة وبيت المقدس من أيدي الفاطميين، بينما صمدت دمشق أمام حصار السلاجقة.
واستعان به الفاطميون على أيام المستنصر لإخضاع بعض القبائل الثائرة في فلسطين لقاء مكافأة لم ترضه، فعمل لمصلحته الشخصية، وقام باحتلال بيت المقدس والرملة وطبرية وغيرها من أعمال فلسطين، وأقام عليها عمالاً وجعل دعاء خطبة الجمعة للخليفة العباسي المستضيء. ولم يسكت الفاطميون عن خروجه عليهم، فأرسلوا حملة تلو أخرى لحربه، وخرج أمير الجيوش بدر الجمالي على رأس إحدى الحملات فاستطاع استرداد الرملة وبيت المقدس إلا أن أتسز استعاد المدينتين بعد حين.
أعاد أتسز المحاولة لفتح دمشق، فحاصرها وأتلف زرعها لسنوات متتالية، فغلت الأسعار وأصاب أهلها ضيق شديد، فجلا أكثرهم عنها، واستحكم الخلاف بين العسكر الصامدة (من البربر الفاطميين) وزعماء الأحداث من أهلها (وهم جماعات متطوعة من أهالي دمشق لها تنظيمها)، فهرب والي دمشق الفاطمي معلّى بن حيدرة، وتسلم الحكم فيها إمام عسكره الأمير رزين الدولة المصمودي.

### دخول دمشق
وفي عام 468 هـ/1075م، استطاع أتسز الخوارزمي دخول دمشق، فقطع الخطبة للفاطميين وأقامها للعباسيين وأوقع بأهلها أذى كبيراً انتقاماً منهم لوقوفهم في وجهه تلك المدة الطويلة ومناصرتهم الفاطميين عليه، لكنه شجع الفلاحين وأهل الريف على الزراعة وإعمار البلاد مما أدى إلى رخص الأسعار، وعيّن السلطان ملكشاه أخاه تتش حاكمًا عليها لتتأسس دولة سلاجقة الشام، وتدخل المواجهة المباشرة مع الفاطميين. وفي عام 491 هـ، نجح الأفضل شاهنشاه في استعادة بيت المقدس إلى مُلك الفاطميين، غير أن لم يدم طويلاً، ففي العام التالي سقطت المدينة في أيدي الصليبيين لتنتقل المواجهة المباشرة مع الفاطميين هذه المرة إلى عدوهم الجديد الصليبيين.
لم يكتف أتسز بدمشق، فاتجه شمالاً واستولى على مناطق كثيرة وأساء أخوه، الذي كان على رأس الحملة، معاملة السكان وعمد إلى السلب والنهب وتخريب المحاصيل، وتصدى لجيشه صاحب حلب نصر بن محمود المرداسي فرده على أعقابه مهزوماً.
وغرّ أتسز ما عنده من قوة، فعزم على احتلال مصر، فقصدها في جمع عظيم من الجند. ولكن الجيوش الفاطمية بقيادة بدر الجمالي ألحقت به هزيمة منكرة وقتل من جيشه خلق عظيم كان فيهم أخوه، وارتد أتسز في نفر قليل من أصحابه إلى دمشق التي ظلت على ولائها له، في حين خرجت القدس عن طاعته، فدخلها بعد حصار قصير، وقتل قاضيها وأعمل السيف في 3,000 من أهلها، وظلت المدينة في طاعته حتى جاءت حملة فاطمية بقيادة ناصر الدولة الجيوشي عام 471هـ/1078م، فاستولت على المدينة ومناطق فلسطين الأخرى والأردن، ثم توجهت إلى دمشق وحاصرتها.
في 1076 واصل أتسز حملاته في بلاد الشام. وبعد استيلائه على دمشق، استولى على بانياس والجولان ويافا. عسكر أتسيز تحت أسوار صور وطرابلس، حتى وقع أهل المدينتين معاهدة معه تسمح للغز بدخول المدينتين للتجارة على ألا يبيتوا فيهما. المعاهدة أقرت للمدينتين أن يبقيا الدعاء في الصلاة للخليفة الفاطمي المستنصر.

## سلاجقة الشام
كان تتش بن ألب أرسلان في هذه الأثناء يحاصر حلب بعد أن أقطعه أخوه السلطان ملك شاه بلاد الشام وما يفتحه من نواحيها، فاستنجد به أتسز لرد الفاطميين عن دمشق.
في 10 أكتوبر 1078م، انتهاء حصار الفاطميين لدمشق؛ إذ اضطر ناصر الدولة الجيوشي إلى رفع الحصار والانسحاب، أمام زحف السلاجقة من حلب بقيادة الأمير تتش بن ألب أرسلان الذي بسط سيطرته على المدينة. كانت دمشق حينها تحت حكم الأمير السلجوقي أتسز بن أوق الذي انتزعها من الفاطميين قبل ثلاثة أعوام، مستغلاً ثورة أهلها على الوالي الفاطمي المعلى بن حيدرة الذي تميز عهده بالتعسف وسوء المعيشة. أعاد أتسز إلى منابر دمشق الدعاء للخليفة العباسي في بغداد بدل الخليفة الفاطمي في القاهرة. وحاول بعد دمشق أن يغزو فلسطين ومصر إلا أنه لم يتمكن من ذلك، فقد هزمه الفاطميون في فلسطين وثار عليه أهلها. أرسل الفاطميون بعد ذلك جيشاً بقيادة بدر الدين الجمالي طارد قوات أتسز شمالاً وضرب الحصار على دمشق. استنجد أتسز حينها بالأمير تتش الذي تمكن من إجبار الفاطميين على الانسحاب وبسط سيطرته على دمشق. وتخلص تتش، على الفور، من أتسز وأخيه فأمر بقتلهما، خنقاً، بحجة أنهما انتظراه عند بوابة دمشق بدلاً من السعي إليه. وانفرد بحكم الشام.
كانت مدة ملك أتسز بدمشق ثلاث سنين وستة أشهر وواحداً وعشرين يوماً.
أعلن تتش نفسه سلطاناً على دمشق مؤسساً أسرة حاكمة لم تعمر طويلاً إذ زالت عن دمشق في 1117 وعن حلب في 1104.

## لقبه
"آتسيز" معناه باللغة التركية "بدون اسم" أو "الشخص الذي ليس له اسم".
حمل اسم "آتسيز" أيضًا الأمير السلجوقي علاء الدين أتسز (1098م - 1156م)، كما اختاره لاحقا الكاتب التركي حسين نيهال أتسز لقبا له في القرن العشرين.